# Вајтли Сити (Кентаки)
Вајтли Сити (енгл. Whitley City) насељено је место без административног статуса у америчкој савезној држави Кентаки.

## Демографија
По попису из 2010. године број становника је 1.170, што је 59 (5,3%) становника више него 2000. године.
| Група             | 2000.         | 2010.         |
| Белци             | 1.095 (98,6%) | 1.135 (97,0%) |
| Афроамериканци    | 0 (0,0%)      | 2 (0,2%)      |
| Азијати           | 0 (0,0%)      | 2 (0,2%)      |
| Хиспаноамериканци | 6 (0,5%)      | 10 (0,9%)     |
| Укупно            | 1.111         | 1.170         |